# Aenictus foreli
Aenictus foreli é uma espécie de formiga do gênero Aenictus.